# 荧光

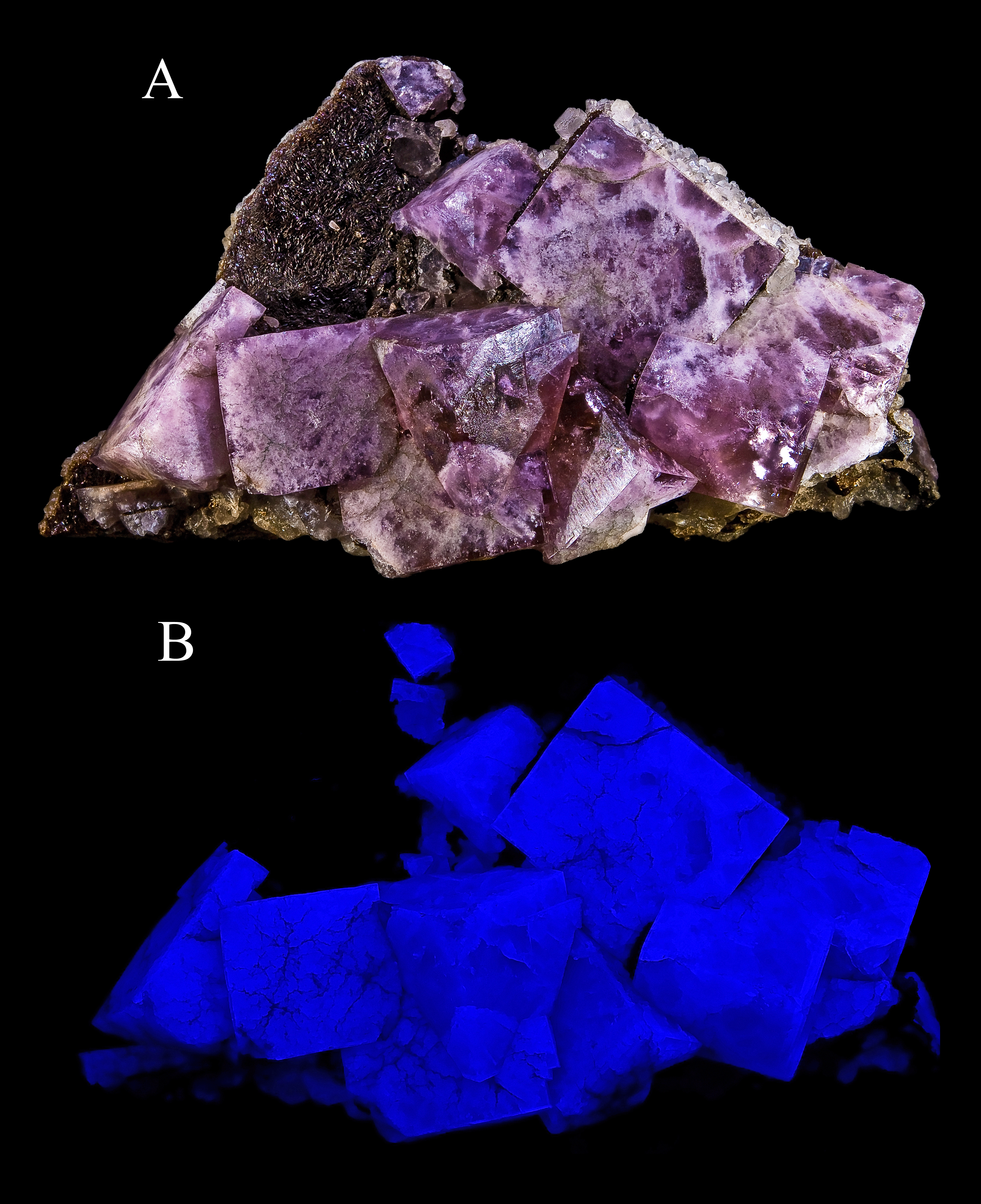
白光（上）與紫外線（下）照射下的螢石。

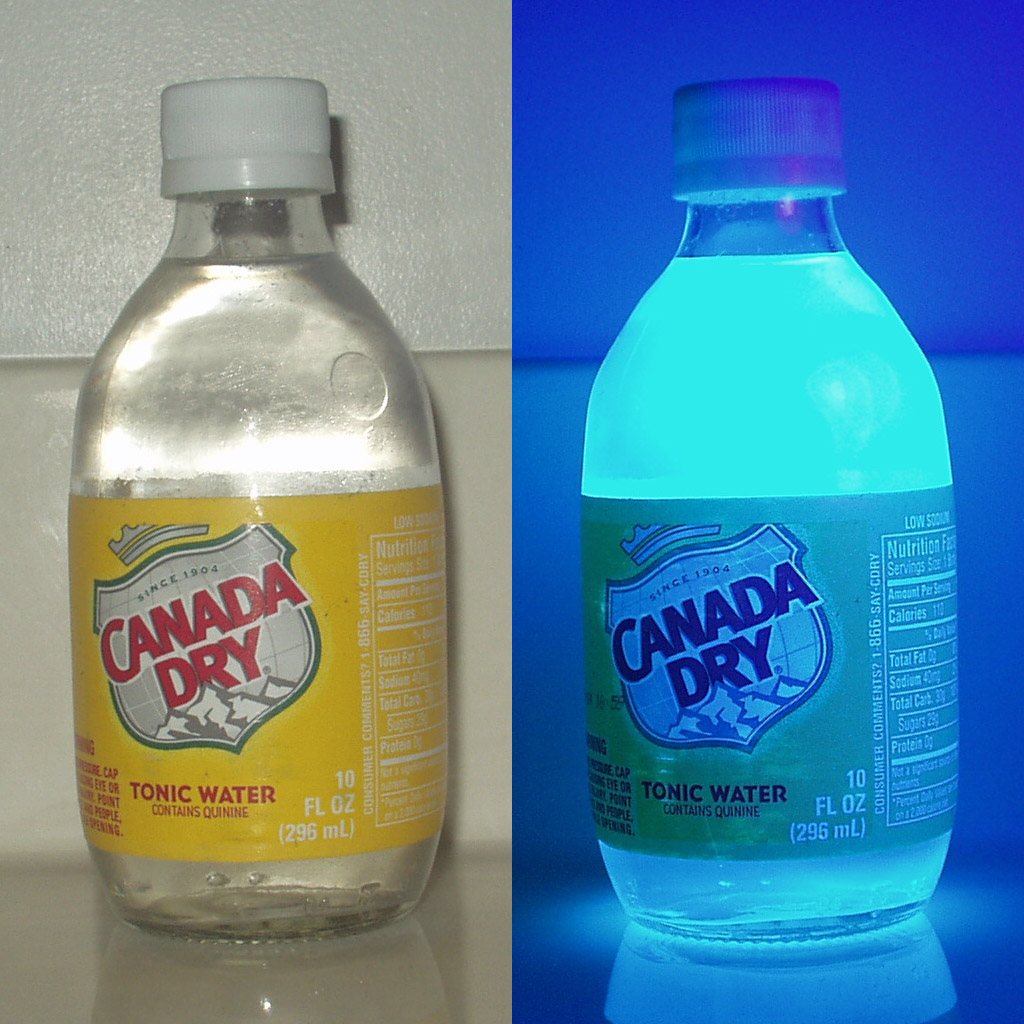
含有奎寧的通寧水在紫外线的照射下发出荧光。

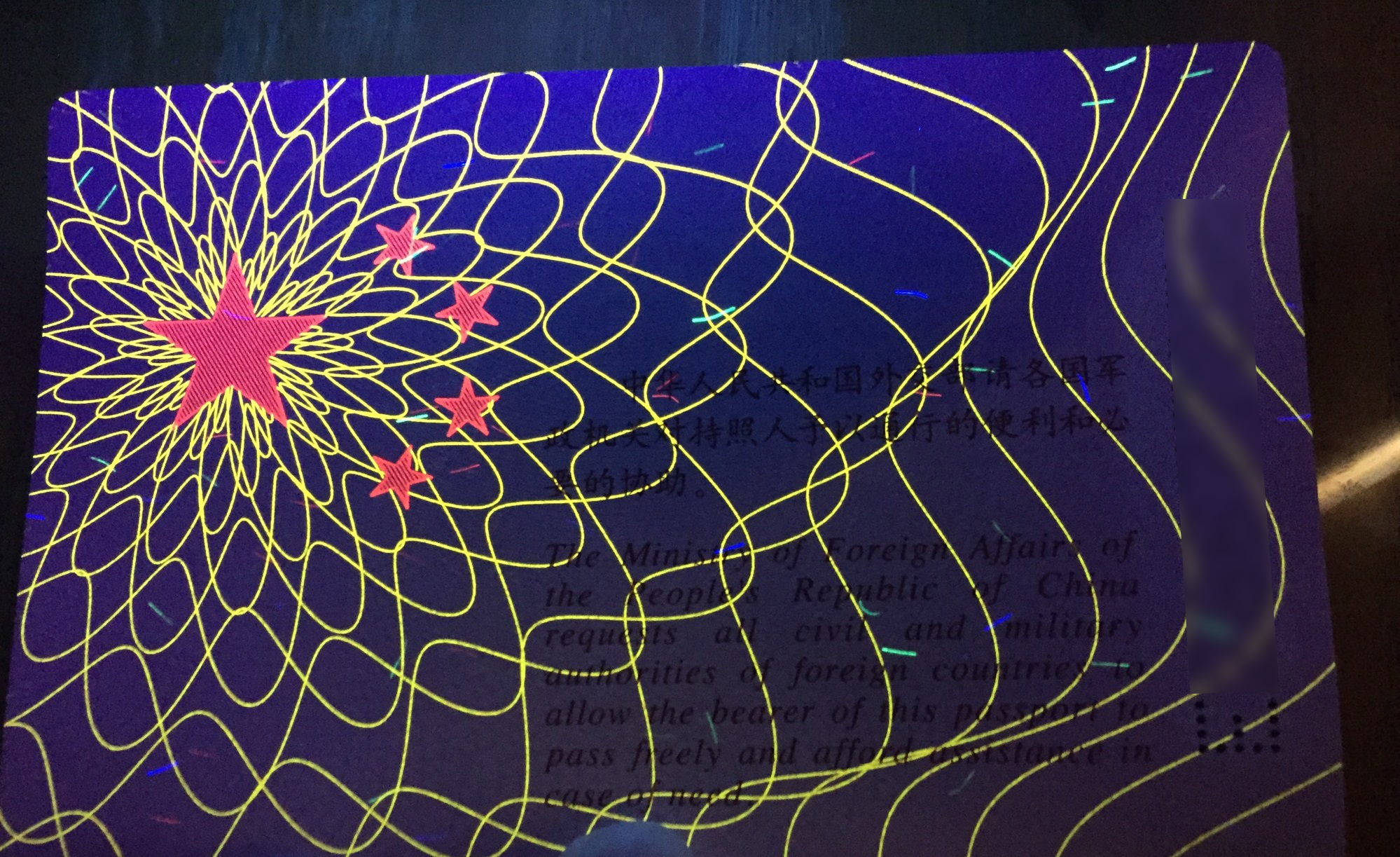
中国护照在黑光灯下显示出荧光防伪图案。

熒光（英語：fluorescence）是光致冷发光现象，可以在气体、液体或固体化学体系中发生。当某种常温物质分子在单重基态吸收某种波长的入射光（通常是紫外线或X光）后被激发至单重激发态而产生的。当电子从激发态返回到基态时（几乎立即（大约在 10^-8 秒内），是由于材料中的原子受到激发后会释放出一个能量较低、波长较长的光子，其能量低于之前吸收的光子（通常波长比入射光的波长，在可见光波段）而且由于再发射过程非常迅速，一旦激发源被移除，荧光便会立即停止，而不像磷光那样会持续发光一段时间。（其与磷光不同，是因为电子的自旋方向仍然与基态电子保持配对。）有这性质的出射光就称为荧光。一般以持續發光時間來分辨荧光或磷光，持續發光時間短於10−8秒的稱為荧光，長於10−8秒的稱為磷光(原因详见磷光)，嚴謹的定義基於發光的物理機制，而非持續時間。在日常生活，人们通常把各种微弱的光都一律称为荧光。Fluorescence

## 荧光产生的微观机制
荧光分子吸收入射光的能量后，其中的电子从基态{\displaystyle S_{0}}（通常为自旋单重态）跃迁至有相同自旋多重度的激发态{\displaystyle S_{2}^{*}}，即{\displaystyle S_{0}+h\nu _{EX}\to S_{2}^{*}}，
这里h是普朗克常数，{\displaystyle \nu _{EX}}是入射光光子的频率。处于激发态{\displaystyle S_{2}^{*}}的电子可以通过各种不同的途径释放其能量回到基态。比如电子可以从{\displaystyle S_{2}^{*}}经由非常快的（短于{\displaystyle 10^{-12}}秒）内转换过程无辐射跃迁至能量稍低并有相同自旋多重度的激发态{\displaystyle S_{1}^{*}}：{\displaystyle S_{2}^{*}\to S_{1}^{*}}，紧接着从{\displaystyle S_{1}^{*}}以发光的方式释放出能量回到基态{\displaystyle S_{0}}：{\displaystyle S_{1}^{*}\to S_{0}+h\nu _{F}}，这里发出的光就是荧光，其频率为{\displaystyle \nu _{F}}。由于激发态{\displaystyle S_{1}^{*}}的能量低于{\displaystyle S_{2}^{*}}，故在这一过程中发出的荧光的频率{\displaystyle \nu _{F}}低于入射光的频率{\displaystyle \nu _{EX}}。荧光态的寿命为{\displaystyle 10^{-10}}至{\displaystyle 10^{-8}}秒，这就是前面提到的＂立即＂退激发的具体含义。通常电子从激发态{\displaystyle S_{2}^{*}}跃迁至{\displaystyle S_{1}^{*}}的内转换过程非常的快，而且产生荧光的物质的分子可以通过所谓的振动弛豫过程很快地（约{\displaystyle 10^{-11}}秒）经由碰撞达到热平衡，这两个效应使得绝大部分荧光源自于振动基态{\displaystyle S_{1}^{*}}。总结产生荧光的反应过程为：
{\displaystyle S_{0}+h\nu _{EX}\to S_{2}^{*}\to S_{1}^{*}\to S_{0}+h\nu _{F}}。
电子也可以从激发态{\displaystyle S_{1}^{*}}经由系间跨越过程无辐射跃迁至能量较低且有不同自旋多重度的激发态{\displaystyle T_{2}^{*}}（通常为自旋三重态），再经由内转换过程无辐射跃迁至激发态{\displaystyle T_{1}^{*}}，然后以发光的方式释放出能量而回到基态{\displaystyle S_{0}}。由于激发态{\displaystyle T_{1}^{*}}和基态{\displaystyle S_{0}}有不同的自旋多重度，这一跃迁过程由跃迁选择规则禁戒，从而需要比释放荧光长的多的时间（从{\displaystyle 10^{-4}}秒到数分钟乃至数小时不等）来完成这个过程；而且与荧光过程不同，当停止入射光后，物质中还有相当数量的电子继续保持在亚稳态{\displaystyle T_{1}^{*}}上并持续发光直到所有的电子回到基态。这种缓慢释放的光称为磷光。
以上提到的电子退激发的机制可以用Jablonski图来表示。
荧光物质的量子效率定义为出射荧光光子数和入射光光子数的比。
此外，就發光細胞而言，發螢光是氧化反應，必須在有氧環境下方能發生。細菌細胞中會產生一種發光酵素（luciferase）及醛類發光基質，而經由氧氣與能量物質的參與，共同反應而發出螢光；與螢火蟲的發光反應很類似。只是二者不同之處在於能量的供應有所不同；螢火蟲的發光能量來自三磷酸腺苷（ATP），而細菌的發光能量則來自黃素單核苷酸（FMNH2）。細菌發光的反應式如下。
由於醛類發光基質受到氧化，反應後成為一種酸類，且FMNH2亦氧化成為氧化態的FMN，因此這在化學反應上而言是一個氧化及釋放能量的過程，而釋放出的能量便是以發出螢光的形式表現出來。事實上，自然界（尤其是海洋中）有許多發光細菌，但因這些細菌分布不夠密集，其微弱的發光現象便因亮度不夠而被我們忽略。而唯有當大量發光細菌聚集在一起共同發光時，才能形成我們肉眼可看到的發光現象。這也是為什麼通常只在有發光器的海洋動物中才觀察到生物螢光的原因（發光器中聚集共生著高密度的發光細菌）。

## 自然界的荧光现象
含有稀土元素的矿物萤石和方解石
极光也是高层大气中的萤光现象。
此外，螢火蟲會利用自身一些發光細胞的生化反應產生肉眼可見的螢光用來傳達訊息及求偶，這種生物發光現象稱為「生物螢光」。在大自然中，除了螢火蟲外，尚有許多其他生物可發出生物螢光，例如原生動物、真菌、甲殼類生物、昆蟲、烏賊、水母、低等植物以及細菌等。這些發光的生物中有的是靠自身細胞的生化反應而發光，有些則是靠共生的細菌來發光。

## 应用
很多天然和人工合成的材料可以发出荧光，它们有广泛用途。

### 照明

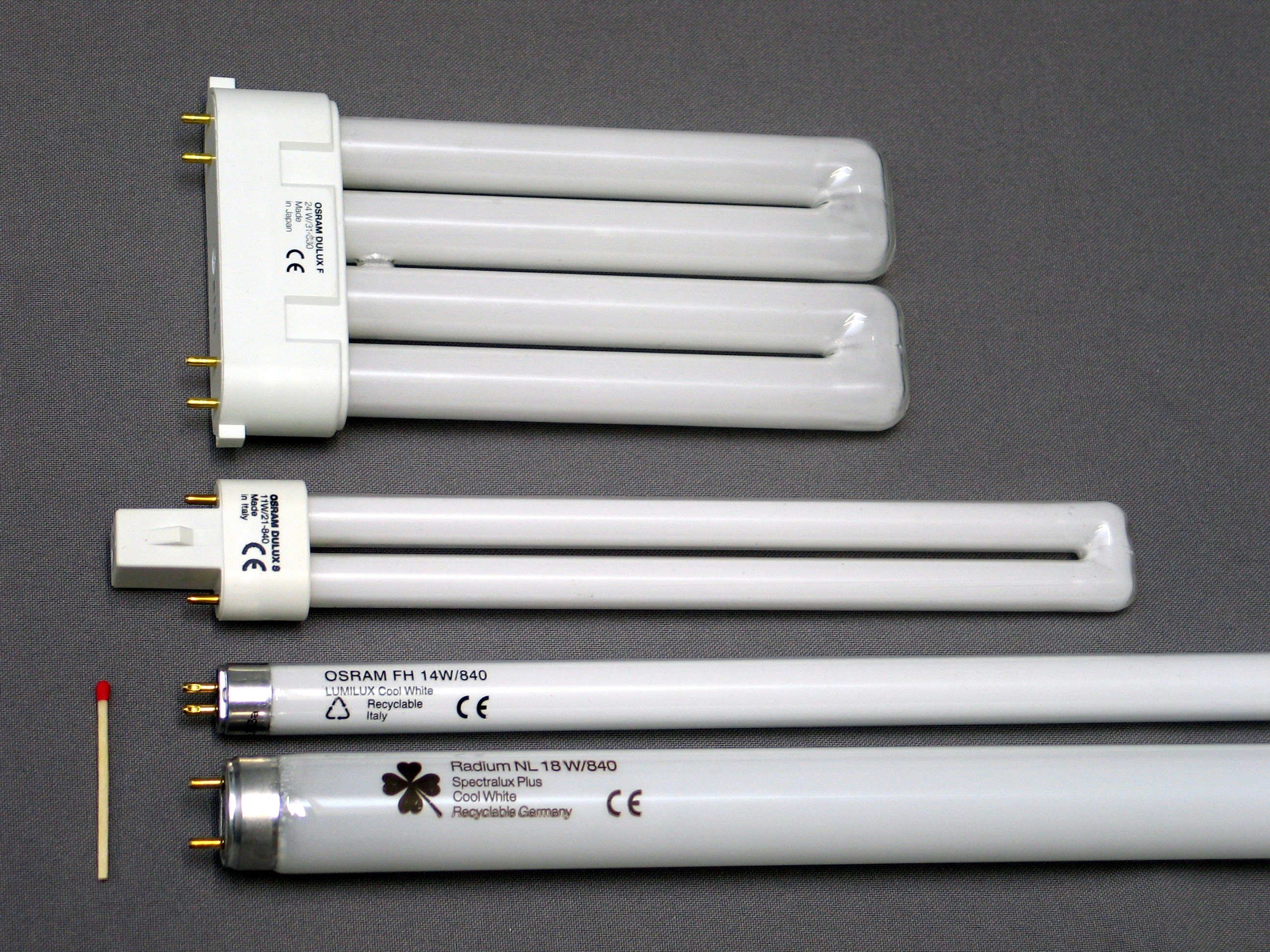
荧光灯

常见的荧光灯就是常見例子。灯管内部抽成真空再注入少量水银。灯管电极放电使水银發出紫外波長的光。这些紫外光看不见，并且对人体有害。所以灯管内壁覆盖了一层称作磷（荧）光体的物质，它可以吸收那些紫外光并发出可见光。
可以发出白色光的发光二极管（LED）也是基于类似的原理。由半导体发出的光是蓝色的，这些蓝光可以激发附着在反射极上的磷（荧）光体，使它们发出橙色的荧光，两种颜色的光混合起来就近似地呈现出白光。

### 生化和医药
荧光在生化和医药领域有广泛用途。化学反应可以把荧光化学基团粘到生物大分子上，然后观察示踪基团发出的荧光来灵敏地探测这些生物大分子。
实例：

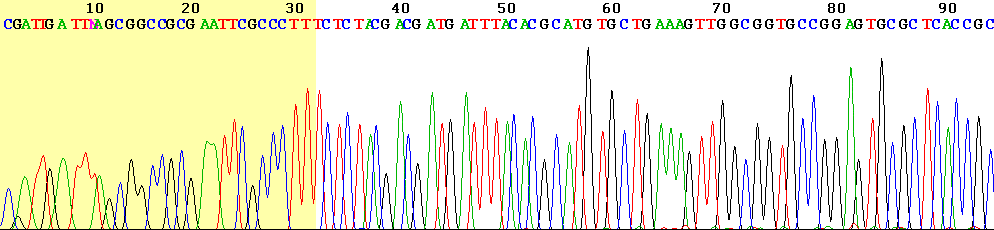
采用荧光标记的链终止剂所得到的DNA测序图

- 用于自动DNA测序的链末端终止法：原初的方法須以荧光标记DNA的引物端，以便在测序凝胶板上确定DNA色带的位置。改进的方法分别以荧光标记作为链终止剂的４种双脱氧核苷酸（ddTBP），电泳结束后不同长度的DNA分子彼此分开，经紫外线照射，４种已标记的双脱氧核苷酸发出不同波长的荧光，分析荧光光谱便可以分辨出DNA序列。
- DNA探测：溴化乙啶（EtBr）是荧光染料，当它在溶液中自由改变构型时，只能发出很弱的荧光；当它嵌入核酸双链的碱基对之间与DNA分子结合后，便可以发出很强的荧光。因此在凝胶电泳中，一般加入溴化乙啶將DNA染色。
- DNA微阵列（生物芯片）：需要以荧光标记基因组探针，最后通过荧光信号确定靶标序列。
- 免疫学中的免疫荧光检查法：以荧光标记抗体，从而可以根据荧光的分布和形态确定抗原的部位和性质。
- 流式细胞仪（又称荧光激活细胞分选器，FACS）：以荧光标记样本细胞，再用激光束激发使之产生特定的荧光，然后用光学系统检测并将信号传输到计算机分析得到细胞相应的各种特性。
- 荧光技术还用于探测和分析DNA及蛋白质的分子结构，尤其是较复杂的生物大分子。
- 水母发光蛋白（英語：Aequorin）最早是从海洋生物維多利亞多管發光水母中分离出来的。当它与鈣离子共存时可发出绿色荧光。这一性质已经应用于实时观察细胞内鈣离子的流动。水母发光蛋白的发现推动了人们进一步研究海洋水母并发现了绿色荧光蛋白（Green Fluorescent Protein，GFP）。绿色荧光蛋白的多肽链有特殊的生色团结构，无需外加辅助因子或任何特殊处理便可以在紫外线照射下发出稳定的绿色荧光，可作为很优越的生物分子或基因探针，所以绿色荧光蛋白及相关蛋白已经成为生物化学和细胞生物学研究的重要工具。
- 萤光显微成像技术：全內反射螢光顯微鏡

很多生物分子有内禀的荧光性，不需要外加其他化学基团就可以发出荧光。有时候这种内禀的荧光性会随着环境的改变而改变，从而可以利用这种对环境变化敏感的荧光性来探测分子的分布和性质。例如胆红素与血清白蛋白的一个特殊位点结合时，可以发出很强的荧光。又如当血红细胞中缺少铁或者含有铅时，会产生出锌原卟啉而不是正常的血红素（血红蛋白）；锌原卟啉有很强的荧光性，可以用来帮助检测病因。

### 宝石学，矿物学和取证学
宝石，矿物，纤维、魯米諾以及其他一些可以作为犯罪取证的材料可以在紫外线或者X射线的照射下发出不同性质的荧光。
红宝石、翡翠、钻石可以在短波长的紫外线下发出红色的荧光，綠寶石、黃玉、珍珠也可以在紫外线下发出荧光。钻石还可以在X射线下发出磷光。
水晶俗稱晶洞，也可發出聚能螢光，在白光與水晶在照射白色牆面，不停用白光閃爍 水晶體
白色牆面 會跑出聚光螢光效果。

### 印刷防伪技术
現時大部分國家之鈔票及證件等須要防偽的物品都會利用特殊的油墨於紫外線下發出熒光的特點防偽，但是製造認真的偽鈔可以偽造這一點頁特徵。
类似地，荧光笔也是利用含有荧光物质（例如螢光黃）的墨水，而实现荧光效果的。

## 需要和荧光区分开来的几个概念
由光照（通常是紫外线或X射线）激发所引起的发光称为光致发光，例如荧光和磷光；由化学反应所引起的发光称为化学发光，例如演唱会上用的荧光棒是通过两种化学液体混合后发生化学反应发光的；由阴极射线（高能电子束流）所引起的发光称为阴极射线发光，电视机显像管的荧光屏发光就是阴极射线发光；生物体的冷发光现象是生物发光，比如萤火虫发出的光是“生物冷光”。

## 相关链接
- 熒光素
- 荧光棒
- 萤火虫
- X射线荧光光谱仪
- 生物螢光